# Sosnogorsk
Sosnogorsk (en komi: Сӧснагорт, Sösnagort; en rus:Сосного́рск, Sosnogorsk) és una ciutat russa a la República Komi situada a la riba del riu Ijma. Segons el cens de 2010 tenia 27.809 habitants.
Tenia el nom de Ijma fins a 1957. En època soviètica va ser un gulag.